# Ordre de bataille confédéré de Champion Hill
Les unités et commandants suivants de l'armée confédérée ont combattu lors de la bataille de Champion Hill de la guerre de Sécession. L'ordre de bataille unioniste est indiqué séparément. L'ordre de bataille est compilé à partir de l'organisation de l'armée, les retours des blessés et des rapports.

## Abréviations utilisées

### Grade militaire
- Général
- Lieutenant général
- Major général
- Brigadier général
- Colonel
- Lieutenant-colonel
- Commandant
- Capitaine
- Premier lieutenant

### Autre
- (b) = blessé
- mb = mortellement blessé
- † = tué
- (PDG) = capturé

## Département du Mississippi et de l'Est de la Louisiane
Lieutenant général John C. Pemberton
- Chef des ingénieurs :  Commandant Samuel H. Lockett

| Division                                           | Brigade                                                                      | Regiments et autres |
| -------------------------------------------------- | ---------------------------------------------------------------------------- | --- |
| Division de Loring Major général William W. Loring | Première brigade Brigadier général Lloyd Tilghman (†) Colonel A. E. Reynolds | - 1st Confederate Infantry Battalion : Lieutenant-colonel G. H. Forney - 6th Mississippi : Colonel Robert Lowry - 23rd Mississippi : Colonel J. M. Wells - 26th Mississippi : Colonel A. E. Reynolds, Commandant T. F. Parker - Company C, 14th Mississippi Artillery Battalion (4 canons) : Premier lieutenant J. Culbertson - Company D, 1st Mississippi Light Artillery (4 canons) : Capitaine J. L. Wofford - Company G, 1st Mississippi Light Artillery (6 canons) : Capitaine J. J. Cowan |
| Division de Loring Major général William W. Loring | Deuxième brigade Brigadier général Abraham Buford                            | - 27th Alabama : Colonel J. Jackson - 35th Alabama : Colonel Edward Goodwin - 54th Alabama : Colonel Alpheus Baker (b) - 55th Alabama : Colonel J. Snodgrass - 9th Arkansas : Colonel Isaac L. Dunlop - 3rd Kentucky (4 compagnies): Commandant J. H. Bowman - 7th Kentucky : Colonel Edward Crossland - 12th Louisiana : Colonel Thomas M. Scott - Compagnies A & C, Pointe Coupee Artillery (8 canons) : Capitaine Alcide Bouanchaud                                                          |
| Division de Loring Major général William W. Loring | Troisième brigade Brigadier général Winfield S. Featherston                  | - 3rd Mississippi : Colonel T. A. Mellon - 22nd Mississippi : Colonel F. Schaller - 31st Mississippi : Colonel J. A. Orr - 33rd Mississippi : Colonel D. W. Hurst - 1st Mississippi Sharpshooter Battalion : Commandant W. A. Rayburn |

| Division                                                | Brigade                                                | Régiments et autres |
| ------------------------------------------------------- | ------------------------------------------------------ | --- |
| Division de Stevenson Major général Carter L. Stevenson | Première brigade Brigadier général Seth M. Barton      | - 40th Georgia : Lieutenant-colonel Robert M. Young - 41st Georgia : Colonel William E. Curtiss - 42nd Georgia : Colonel Robert J. Henderson - 43rd Georgia : Colonel Skidmore Harris (†), Capitaine Mathadeas M. Grantham - 52nd Georgia : Colonel C. D. Phillips (PDG), Commandant John J. Moore - Cherokee Georgia Artillery (4 canons) : Capitaine Max van den Corput |
| Division de Stevenson Major général Carter L. Stevenson | Deuxième brigade Brigadier général Stephen D. Lee      | - 20th Alabama : Colonel Isham W. Garrott - 23rd Alabama : Colonel Franklin K. Beck - 30th Alabama : Colonel C. M. Shelley - 31st Alabama : Lieutenant-colonel Thomas M. Arrington - 46th Alabama : Colonel M. L. Woods (PDG), Capitaine George E. Brewer - Batterie d'Alabama de Waddell (6 canons) : Capitaine James F. Waddell |
| Division de Stevenson Major général Carter L. Stevenson | Troisièle brigade Brigadier général Alfred Cumming     | - 34th Georgia : Colonel J. A. W. Johnson - 36th Georgia : Colonel J. A. Glenn - 39th Georgia : Colonel J. T. McConnell (b), Lieutenant-colonel Joseph F. B. Jackson - 56th Georgia : Colonel E. P. Watkins (b), Lieutenant-colonel John T. Slaughter - 57th Georgia : Colonel William Barkuloo |
| Division de Stevenson Major général Carter L. Stevenson | Quatrième brigade Colonel Alexander W. Reynolds        | - 3rd Tennessee (armée provisoire) : Colonel Newton J. Lillard - 31st Tennessee : Colonel William M. Bradford - 43rd Tennessee : Colonel James W. Gillespie - 59th Tennessee : Colonel William L. Eakin - 3rd Maryland Artillery (6 canons) : Capitaine F. O. Claiborne |
| Division de Stevenson Major général Carter L. Stevenson | Artillerie Commandant Joseph W. Anderson (†)           | - Artillerie de Botetourt (Virginie) (2 canons) : Capitaine J. W. Johnston - Compagnie A, 1st Mississippi Light Artillery (4 canons) : Capitaine S. J. Ridley (†), Capitaine W. T. Ratliff |
| Division de Bowen Brigadier général John S. Bowen       | Première brigade Brigadier général Francis M. Cockrell | - 1st Missouri : Colonel Amos C. Riley - 2nd Missouri : Lieutenant-colonel P. S. Senteny - 3rd Missouri : Colonel W. R. Gause - 5th Missouri : Colonel James McCown - 6th Missouri : Commandant Stephen Cooper - Batterie de Guibor (Missouri) (4 canons) : Premier lieutenant W. Corkery - Batterie de Landis (Missouri) (4 canons) : Premier lieutenant John M. Langan - Batterie de Wade (Missouri) (6 canons) : Premier lieutenant Richard C. Walsh |
| Division de Bowen Brigadier général John S. Bowen       | Deuxième brigade Brigadier général Martin E. Green     | - 15th Arkansas : Lieutenant-colonel W. W. Reynolds - 19th Arkansas : Colonel Thomas P. Dockery - 20th Arkansas : Colonel Daniel W. Jones - 21st Arkansas : Colonel Jordan E. Cravens - 12th Arkansas Sharpshooter Battalion : Premier lieutenant John S. Bell - 1st Arkansas Cavalry Battalion (démonté) : Capitaine William S. Catterson - 1st Missouri Cavalry (démonté) : Colonel Elijah Gates - 3rd Missouri Cavalry (démonté) : Lieutenant-colonel D. T. Samuels - 3rd Missouri Battery (4 canons) : Capitaine William E. Dawson - Batterie de Lowe (Missouri) (4 canons) : Capitaine S. Lowe |
| Division de Bowen Brigadier général John S. Bowen       | Cavalerie                                              | - Cavalerie du Mississippi d'Adams : Colonel Wirt Adams - 20th Mississippi Mounted Infantry : Lieutenant-colonel W. N. Brown |